# Cantonul Flogny-la-Chapelle
Cantonul Flogny-la-Chapelle este un canton din arondismentul Avallon, departamentul Yonne, regiunea Burgundia, Franța.

## Comune
- Bernouil
- Beugnon
- Butteaux
- Carisey
- Dyé
- Flogny-la-Chapelle (reședință)
- Lasson
- Neuvy-Sautour
- Percey
- Roffey
- Sormery
- Soumaintrain
- Tronchoy
- Villiers-Vineux